# Lijst van nummer 1-hits in Duitsland in 1977
Deze hits stonden in 1977 op nummer 1 in de Der Musikmarkt, de bekendste hitlijst in Duitsland. Vanaf 26 augustus werd de lijst samengesteld door firma Media Control.
| Datum        | Artiest                       | Titel                           |
| ------------ | ----------------------------- | ------------------------------- |
| 7 januari    | ABBA                          | Money, money, money             |
| 14 januari   | ABBA                          | Money, money, money             |
| 21 januari   | Boney M.                      | Sunny                           |
| 28 januari   | Boney M.                      | Sunny                           |
| 4 februari   | Smokie                        | Living next door to Alice       |
| 11 februari  | Smokie                        | Living next door to Alice       |
| 18 februari  | Smokie                        | Living next door to Alice       |
| 25 februari  | Smokie                        | Living next door to Alice       |
| 4 maart      | Smokie                        | Living next door to Alice       |
| 11 maart     | Smokie                        | Living next door to Alice       |
| 18 maart     | Smokie                        | Living next door to Alice       |
| 25 maart     | Smokie                        | Living next door to Alice       |
| 1 april      | Smokie                        | Living next door to Alice       |
| 8 april      | ABBA                          | Knowing me, knowing you         |
| 15 april     | ABBA                          | Knowing me, knowing you         |
| 22 april     | Smokie                        | Lay back in the arms of someone |
| 29 april     | Jeanette                      | Porque te vas                   |
| 6 mei        | Smokie                        | Lay back in the arms of someone |
| 13 mei       | Smokie                        | Lay back in the arms of someone |
| 20 mei       | Smokie                        | Lay back in the arms of someone |
| 27 mei       | Oliver Onions                 | Orzowei                         |
| 3 juni       | Smokie                        | Lay back in the arms of someone |
| 10 juni      | Boney M.                      | Ma Baker                        |
| 17 juni      | Boney M.                      | Ma Baker                        |
| 24 juni      | Boney M.                      | Ma Baker                        |
| 1 juli       | Baccara                       | Yes Sir, I Can Boogie           |
| 8 juli       | Baccara                       | Yes sir, I can boogie           |
| 15 juli      | Baccara                       | Yes sir, I can boogie           |
| 22 juli      | Baccara                       | Yes sir, I can boogie           |
| 29 juli      | Baccara                       | Yes sir, I can boogie           |
| 5 augustus   | Baccara                       | Yes sir, I can boogie           |
| 12 augustus  | Baccara                       | Yes sir, I can boogie           |
| 19 augustus  | Baccara                       | Yes sir, I can boogie           |
| 26 augustus  | Space                         | Magic fly                       |
| 2 september  | Baccara                       | Sorry, I'm a lady               |
| 9 september  | Baccara                       | Sorry, I'm a lady               |
| 16 september | Baccara                       | Sorry, I'm a lady               |
| 23 september | Baccara                       | Sorry, I'm a lady               |
| 30 september | Baccara                       | Sorry, I'm a lady               |
| 7 oktober    | Baccara                       | Sorry, I'm a lady               |
| 14 oktober   | Baccara                       | Sorry, I'm a lady               |
| 21 oktober   | Boney M.                      | Belfast                         |
| 28 oktober   | Boney M.                      | Belfast                         |
| 4 november   | Boney M.                      | Belfast                         |
| 11 november  | Boney M.                      | Belfast                         |
| 18 november  | Santa Esmeralda & Leroy Gomez | Don't let me be misunderstood   |
| 25 november  | Santa Esmeralda & Leroy Gomez | Don't let me be misunderstood   |
| 2 december   | Santa Esmeralda & Leroy Gomez | Don't let me be misunderstood   |
| 9 december   | Santa Esmeralda & Leroy Gomez | Don't let me be misunderstood   |
| 16 december  | Santa Esmeralda & Leroy Gomez | Don't let me be misunderstood   |
| 23 december  | Santa Esmeralda & Leroy Gomez | Don't let me be misunderstood   |
| 30 december  | Santa Esmeralda & Leroy Gomez | Don't let me be misunderstood   |